# تيموثي جاي سوليفان
تيموثي جاي سوليفان (بالإنجليزية: Timothy J. Sullivan)‏ هو محامي أمريكي، ولد في 15 أبريل 1944 في رافينا في الولايات المتحدة.